# Skeleton-Juniorenweltmeisterschaft 2012
Die Skeleton-Juniorenweltmeisterschaft 2012 war die 10. Austragung der Skeleton-Juniorenweltmeisterschaft und fand zwischen den 23. und dem 29. Januar 2012 in der österreichischen Stadt Innsbruck auf dem Olympia Eiskanal Igls statt. Bei den Damen gewann mit Elizabeth Yarnold, welche im Vorjahr die Silbermedaille gewann, erstmals eine britische Skeletonfahrerin den Junioren-Weltmeistertitel. Im Vergleich dazu konnte bei den Männern mit Greg Kirk bereits 2004 ein britischer Pilot Junioren-Weltmeister werden. Bei den Männern entschied Axel Jungk den Wettbewerb für sich und sicherte sich beim deutschen Dreifachsieg den Junioren-Weltmeistertitel.

## Teilnehmende Nationen
| Europa (13 Nationen) |                                                                                  |
| --- | -------------------------------------------------------------------------------- |
| \| - Aserbaidschan - Bosnien und Herzegowina - Deutschland - Italien - Lettland - Österreich - Rumänien \| - Russland - Schweiz - Slowenien - Spanien - Tschechien - Vereinigtes Königreich \| |                                                                                  |
| Amerika (2 Nationen) |                                                                                  |
| - Kanada - Vereinigte Staaten |                                                                                  |
| Asien (1 Nation) |                                                                                  |
| - Japan |                                                                                  |
| - Aserbaidschan - Bosnien und Herzegowina - Deutschland - Italien - Lettland - Österreich - Rumänien                                                                                           | - Russland - Schweiz - Slowenien - Spanien - Tschechien - Vereinigtes Königreich |

## Medaillenspiegel
| Platz | Land                   |   |   |   |   |
| ----- | ---------------------- | - | - | - | - |
| 1     | Deutschland            | 1 | 1 | 2 | 4 |
| 2     | Vereinigtes Königreich | 1 | – | – | 1 |
| 3     | Russland               | – | 1 | – | 1 |
| Total | Total                  | 2 | 2 | 2 | 6 |

## Medaillengewinner
| Wettbewerb | Gold              | Gold        | Silber               | Silber      | Bronze             | Bronze      |
| Wettbewerb | Sportler          | Leistung    | Sportler             | Leistung    | Sportler           | Leistung    |
| ---------- | ----------------- | ----------- | -------------------- | ----------- | ------------------ | ----------- |
| Frauen     | Elizabeth Yarnold | 1:49,50 min | Olga Potylizyna      | 1:49,94 min | Jacqueline Lölling | 1:50,16 min |
| Männer     | Axel Jungk        | 1:47,08 min | Christopher Grotheer | 1:47,19 min | David Lingmann     | 1:47,31 min |